# Guaros de Lara
I Guaros de Lara sono una società cestistica avente sede a Barquisimeto, in Venezuela. Fondati nel 1983 come Bravos de Portuguesa, tra il 1993 e il 1995 cambiarono nome in Malteros de Lara, e tra il 1995 e il 1998 in Bravos de Lara, ritornando poi ad assumere la denominazione di Bravos de Portuguesa, prima di assumere il nome attuale. Giocano nel campionato venezuelano.
Disputano le partite interne nel Domo Bolivariano, che ha una capacità di 10.000 spettatori.

## Storia
Il 18 settembre 2016 battendo in partita unica a Francoforte 74-69 i tedeschi del Skyliners vincono la Coppa Intercontinentale..
A dicembre 2017, battendo per quattro partite a due il Marinos de Anzoátegui vincono il campionato venezuelano.
Il 14 dicembre 2017 Vincendo gara 4 a Concordia per 82 79 contro l'Estudiantes de Concordia vincono la loro prima Liga Sudamericana..

## Palmarès
- Campionati venezuelani: 2

1990, 2017
- Coppa Intercontinentale: 1

2016
- FIBA Americas League:2

2016, 2017
- Liga Sudamericana:1

2017